# Thelepaepale
Thelepaepale là chi thực vật có hoa trong họ Acanthaceae.